# Ambatondrazaka (distrikt)
Ambatondrazaka är ett distrikt i Madagaskar.   Det ligger i regionen Alaotra Mangororegionen, i den centrala delen av landet, 150 km nordost om huvudstaden Antananarivo.